# Alek Sander
Alek Sander (* 24.02.1964 in Berlin ) ist ein deutscher Maler. Er ist international erfolgreich. Seine Kunstwerke werden von Sammlern in der ganzen Welt geschätzt und in ihre Sammlungen aufgenommen.

## Leben
Leben und Werdegang
Sein Vater wurde 1935 in Berlin geboren und absolvierte die Lehre in der Firma Köppen & Franz einer Farbenhandlung am Rosenthaler Platz in Berlin. Bekannte Maler der Zeit gaben sich dort die Klinke in die Hand. Durch ihn wurde das Interesse für die Kunst und ihre Vielfalt geweckt. So fand er sich in den Farben und gab seine Eindrücke und Erlebnisse in kleinen Kunstwerken wieder. In der Schulzeit hingen seine Bilder regelmäßig in der Schulausstellung und wurden prämiert. Da er eine freie Kunst und eine diktatorische Gesellschaftsform wie den Sozialismus als Widerspruch sah, wurde ihm ein Studium oder eine Kunstausbildung vom DDR Regime verwehrt. Nach der Verstaatlichung und Schließung der Farbenhandlung am Rosenthaler Platz hatte er in dieser Zeit auch große Probleme, um an geeignetes Material, wie Farben und Maluntergründe zu kommen. So malte er auf Omas alten Leinenlaken und kaufte im einzigen Künstlerbedarf der für die normale Bevölkerung existent war Ölfarben, Pinsel und Malmittel. Dieser Laden befand sich in der Chausseestraße Ecke Invalidenstraße. Es gab Rubens Ölfarben auf Zuteilung. Zwei Tuben 35 ml pro Person und manchmal nur zwei Farben. Manche Farben gab es gar nicht oder nur einmal im Jahr. Trotz alle dem ließ er sich nicht von der Kunst abbringen. Er bildete sich in freien Kunstzirkeln weiter und stellte seine Bilder Ausstellungen vor, die Feierabendkunst von Werktätigen ausstellten. Die Bilder wurden angenommen, aber nie gezeigt. Bei einer Vernissage fand er seine Bilder nicht an den Wänden. Die Bilder standen im Hinterzimmer und waren unter Wolldecken versteckt. Um einen Platz im Leben zu finden absolvierte er eine Handwerksausbildung und stellte die Kunst zwangsläufig in den Hintergrund. In den Folgejahren gründete er eine Familie, heiratete und bekam einen Sohn. Nach einer langen künstlerischen Pause kam er 2005 wieder zur Malerei zurück. Seid 2008 ist er ein selbständiger freier Maler. Er malt und vermarktet sich selbst. Bis heute hat er 35000 Ölbilder gemalt. Er malt, weil er nie malen durfte.
| Personendaten    | Personendaten    |
| ---------------- | ---------------- |
| NAME             | Sander, Alek     |
| KURZBESCHREIBUNG | deutscher Maler  |
| GEBURTSDATUM     | 24. Februar 1964 |
| GEBURTSORT       | Berlin           |